# コルグ・iシリーズ
iシリーズ（アイ・シリーズ）とはコルグのシンセサイザーの型番・商品名。
01/WシリーズやXシリーズと同様のaiスクエアシンセシスと呼ばれるPCM音源を内蔵。iシリーズはコード進行を押さえることで6パートの自動伴奏を演奏可能としている。この機能は後のKARMAなどの原型とも言える。

## iシリーズ
i3
61鍵モデル。1993年発売。
i2
76鍵モデル。
i1
88鍵ウェイテッド鍵盤モデル。1994年発売。
i4S
スピーカー搭載モデル。61鍵。1995年発売。
i5S
スピーカー搭載モデル。61鍵。1995年発売。
i5M
i5Sからスピーカー、鍵盤を取り去ったデスクトップ・音源モジュールタイプ（FDDは内蔵）。
i40S
14Wx2のスピーカーを内蔵したモデル。GM対応の320音色。1999年発売。i50Sとの違いはTO-HOST端子がついていること、ステレオ・ピアノPCM波形を内蔵していることなど。
i50S
14Wx2のスピーカーを内蔵したモデル。GM対応の320音色。1999年発売。
i30
筐体がコルグ・TRINITYシリーズと共通デザイン。タッチパネル対応。
i30HD
i30に1GBのデータメモリー用ハードディスクを標準装備した。
iX300
筐体がコルグ・Nシリーズと共通デザイン。1996年発売。
ih